# Muhlenbergia texana
Muhlenbergia texana är en gräsart som beskrevs av Samuel Botsford Buckley. Muhlenbergia texana ingår i släktet muhlygräs, och familjen gräs. Inga underarter finns listade i Catalogue of Life.